# AGM-53 Condor
Il missile AMG-53 Condor era un missile che utilizzava un sistema di tele guida con un collegamento dati con l'aeromobile che lo lanciava, simile al sistema usato poi nel AGM-62 Walleye.

## Sviluppo
Il missile fu progettato nel 1962 quando la marina statunitense cercava di realizzare un missile aria terra a lunga gittata e di elevata precisione. A causa dei numerosi problemi nella fase di sviluppo, il suo primo volo non avvenne prima del marzo 1970. Il progetto AGM-53 fu cancellato nel marzo 1976. Il suo lungo raggio di gittata e la sua potenziale alta precisione lo rese un'arma potente, ma era molto più costoso rispetto ai missili aria-terra contemporanei.
La sicurezza del data link contribuì ad una parte significativa del costo totale del missile e certamente non lo ha aiutato in quanto il link era ancora in parte poco affidabile. L'AGM-53 Condor fu cancellato prima di entrare in servizio.

## Descrizione
Il Condor doveva essere un missile a lunga gittata per essere usato per attacchi stand-off di elevata precisione. Il missile veniva lanciato dall'aereo d'attacco da una distanza fino a 60 miglia nautiche (110 km, 69 mi) dal area dell'obbiettivo. Quando l'AGM-53 si avvicinava all'obbiettivo, la telecamera sulla testa del missile trasmetteva le immagini all'operatore sull'aereo che lo aveva lanciato, così che l'operatore, seguendo immagini ricevute usando il campo largo o stretto poteva guidarlo fino all'obbiettivo adatto.